# Le Testament du docteur M
Pour les articles homonymes, voir Le Testament du docteur Mabuse (homonymie).
Le Testament du docteur M est une série de bande dessinée française, dessinée par Damour sur un scénario de Jean-Pierre Pécau. L’histoire est inspirée de la vie de Fritz Lang et de ses films tels que Docteur Mabuse le joueur et Le Testament du docteur Mabuse.

## Histoire
Un patient amnésique s'évade d'un asile psychiatrique et tente de recouvrer la mémoire. Sa seule piste, un morceau de pellicule entré mystérieusement en sa possession. Comment cet extrait du Docteur Mabuse le joueur de Fritz Lang — dont, pour d'obscures raisons, l'introduction n'a été projetée qu'une seule fois, à Berlin en 1922 — peut-il être lié à la vague de meurtres qui terrorise Paris ? Cinquante ans après, le secret du docteur Mabuse refait surface…

## Personnages principaux
- M[1] : amnésique, patient évadé d'un étrange hôpital, suspecté d'être un serial killer.
- Lotte S. Habou[2] : inspectrice de police mise au placard par sa hiérarchie, ancienne alcoolique ployant sous ce lourd secret de jeunesse.
- Roth : fonctionnaire trouble qui semble en savoir beaucoup sur le cas de « M ».

## Albums
1. Les Araignées (2008)  (ISBN 978-2-7560-1155-4)
2. Les Trois Lumières (2009)  (ISBN 978-2-7560-1398-5)
3. L’Origine du mal (2010)

## Éditeur
- Delcourt (collection « Machination ») : tomes 1 à 3 (première édition des tomes 1 à 3)